# Alexander Huber
Alexander Huber, född 25 februari 1985 i dåvarande Leninabad, Sovjetunionen (nuvarande Chudzjand, Tadzjikistan), är en tysk-tadzjikisk före detta fotbollsspelare.

## Klubbkarriär
Huber flyttade 1989 till Neustadt vid Marburg och började 1993 sin karriär i VfL Neustadt. Sommaren 1999 scoutades han av Eintracht Frankfurt och kom med i deras A-lag 2004. Efter sju matcher i hans första säsong i 2. Fußball-Bundesliga lånades han i januari 2006 ut till TSG 1899 Hoffenheim i Regionalliga West/Südwest. Sommaren 2006 återvände han till Eintracht Frankfurt och spelade för dem till december samma år, då han gick över till Eintracht Braunschweig. Efetr lagets nedflyttning var han kontraktslös och tränade med sin gamla klubb i Frankfurt till han skrev på för Hamburger SV:s B-lag. Efter ett år där skrev han sommaren 2008 på för Kickers Offenbach. Sedan den 1 juli 2011 spelar han på ett femårskontrakt med FSV Frankfurt.

## Landslagskarriär
Alexander Huber har spelat nio matcher med Tysklands U20-landslag och en match för Tyskland B-landslag.